# North San Juan (Californie)
North San Juan est une census-designated place du comté de Nevada dans l'État de Californie, aux États-Unis.

## Personnalité
- Arlo Acton, le sculpteur américain y a vécu de 1976 à sa mort en 2018.